# Erik Tammelin
Nils Erik Tammelin, född 1 februari 1896 i Helsingfors, Finland, död 27 maj 1996 i Stockholm (Kungsholm), var en svensk jurist.
Tammelin juris kandidatexamen 1920 och blev notarie i Stockholms rådhusrätt samma år. Han blev kriminalassessor 1927, 1:e assessor 1934 och rådman 1942. Han var justitieråd 1952–1963 och ledamot av lagrådet 1958–1960.
Han var far till professor Lars-Erik Tammelin. Erik Tammelin är begravd på Gamla kyrkogården i Strängnäs.